# Californische wijn

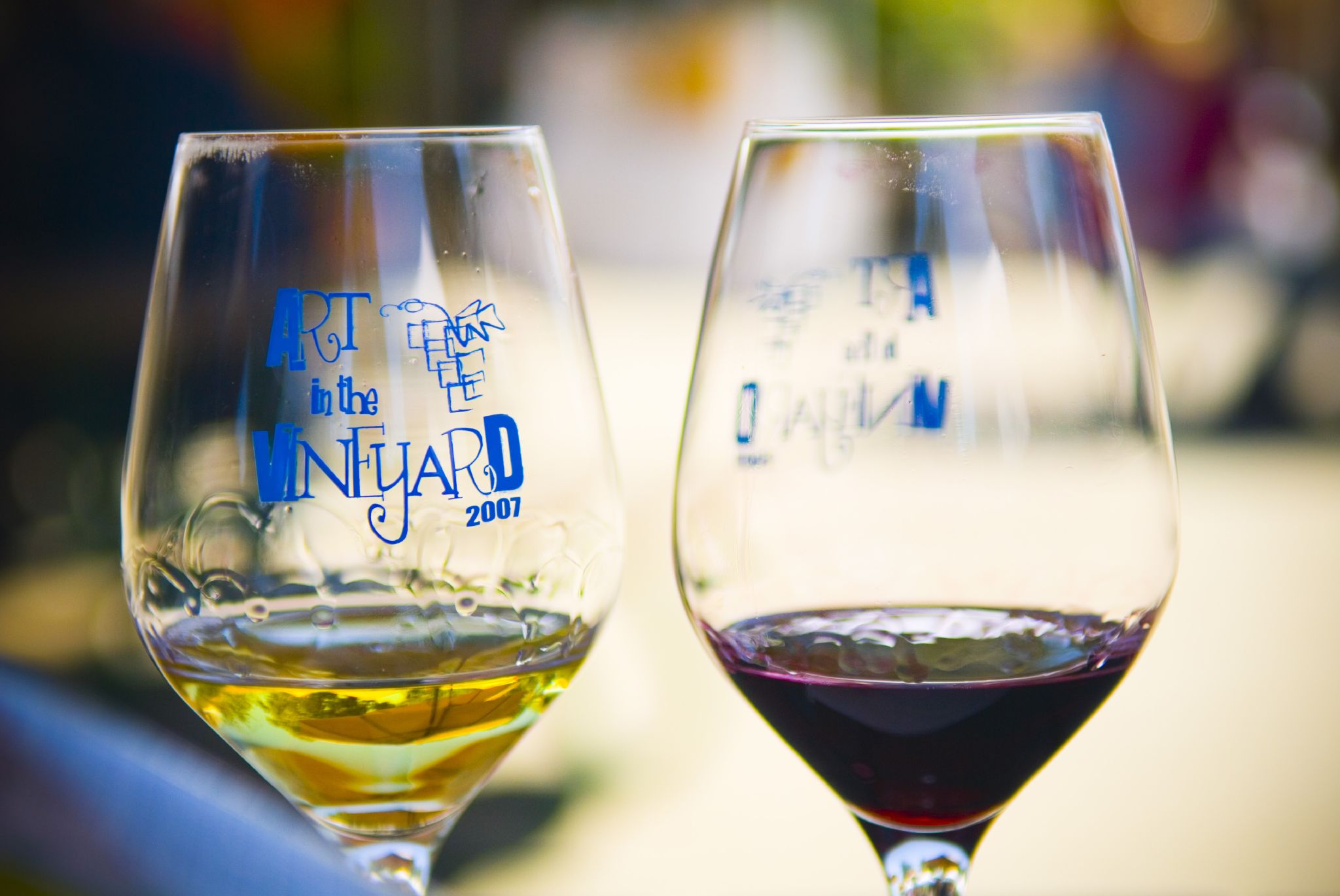
Californische wijnen

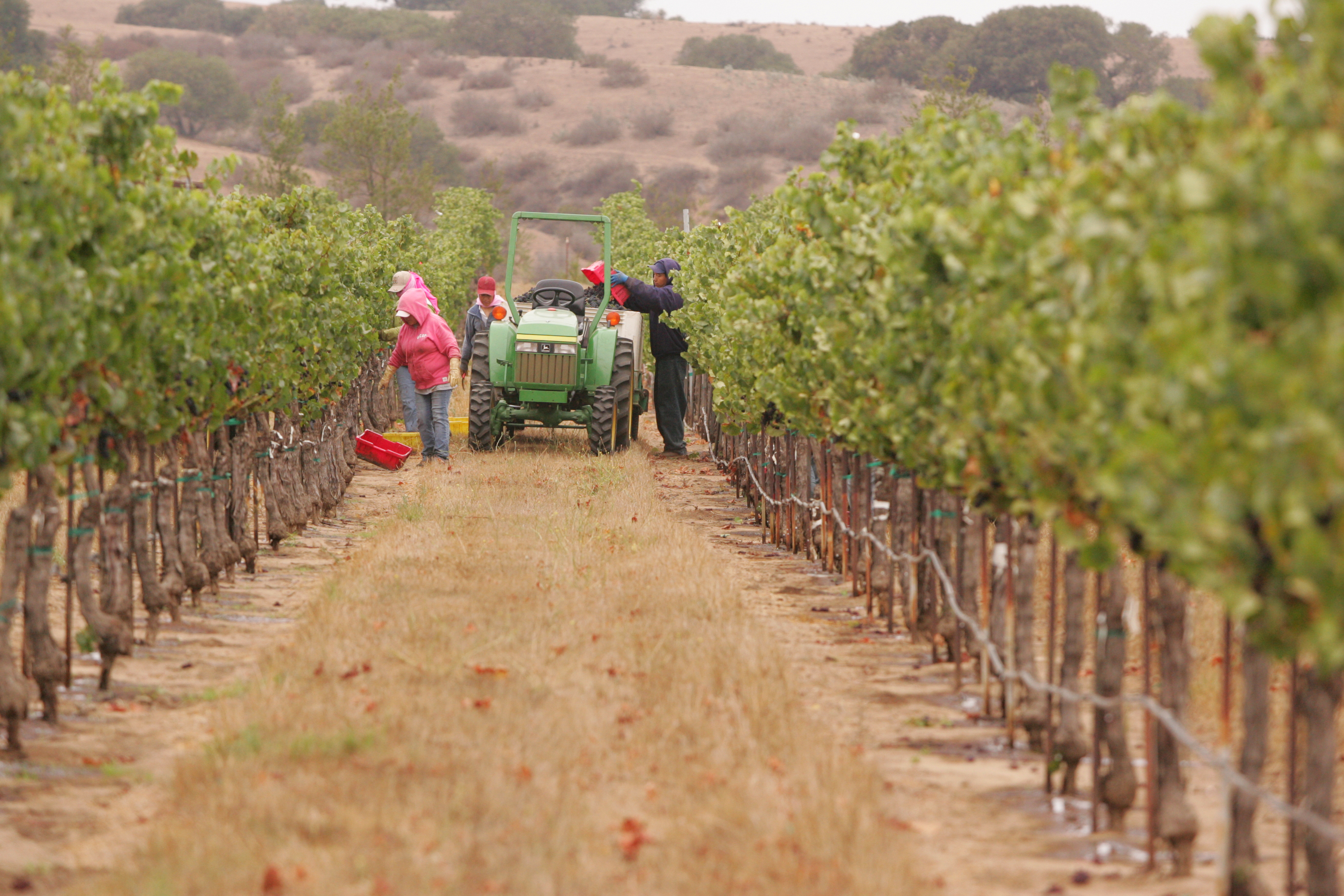
Druivenoogst in een wijngaard in de regio Central Coast

Californische wijn is wijn die in de Amerikaanse staat Californië geproduceerd is. Californië is goed voor bijna 90% van de totale wijnproductie in de Verenigde Staten. Als het een onafhankelijk land was, zou Californië 's werelds vierde wijnproducent zijn, na Frankrijk, Italië en Spanje.
In de 18e eeuw plantten Spaanse missionarissen de eerste wijngaarden in Alta California, maar de wijnproductie kwam pas echt van de grond in de Napa- en Sonoma-valleien eind 19e eeuw. De productie leed onder druifluis en, vanaf 1919, de Drooglegging. Vanaf de jaren 60, dertig jaar na de stopzetting van het alcoholverbod, ontwikkelde Californië zich tot een gerespecteerde wijnregio. Het 'Oordeel van Parijs' in 1976 bevestigde dat Californische wijnen niet onderdeden voor klassieke Franse wijnen.
In 2024 zijn er meer dan 1200 wijnhuizen in de staat, gaande van kleine boetiekwijnhuizen tot multinationals zoals E & J Gallo Winery. In Californië worden meer dan honderd druivenrassen geteeld. De zeven grootste zijn cabernet sauvignon, chardonnay, merlot, pinot noir, sauvignon blanc, syrah en zinfandel.

## Wijnstreken
De wijngebieden van Californië worden doorgaans ingedeeld in vier grote regio's:
- Noordkust (North Coast): de kuststreken ten noorden van San Francisco, inclusief Wine Country (Napa, Sonoma en Mendocino).
- Centrale kust (Central Coast): de kuststreken ten zuiden van San Francisco tot aan Santa Barbara County.
- Zuidkust (South Coast): de kuststreken van Zuid-Californië ten zuiden van Los Angeles tot aan de grens met Mexico.
- Centrale Vallei (Central Valley): de grootste wijnregio van de Verenigde Staten naar productievolume; omvat de hele Central Valley en de Sierra Foothills.